# Плетешковский тупик
Плетешко́вский тупи́к — бывшая небольшая улица в центре Москвы в Басманном районе от Плетешковского переулка, является визуальным продолжением Лефортовского переулка в сторону центра. До сих пор указывается на некоторых картах.

## Происхождение названия
Так же, как и Плетешковский переулок, был назван по местности Плетешки (XVIII век), отличавшейся запутанной конфигурацией проездов.